# Loxostege umbrosalis
Loxostege umbrosalis là một loài bướm đêm trong họ Crambidae.